# 2860 Pasacentennium
2860 Pasacentennium este un asteroid din centura principală, descoperit pe 8 octombrie 1978 de Eleanor Helin.